# Мухаммад Али (художник, работал в Исфахане)
Мухаммад Али — персидский художник, работавший в Исфахане в 1630—1660 годах.
Мухаммад Али был одним из самых популярных мастеров в период правления шаха Аббаса II (1642 -1666).

## Биография
Родился в семье художника Малика Хусейна Исфахани, который известен как автор фронтисписа к рукописи «Шахнаме» от 1648 года (Виндзор, Библиотека). Однако если судить по стилю произведений, сын не пошел по стопам отца. Его работы ближе к творчеству его современника Мухаммада Касима.
В отличие от другого своего современника, Муина Мусаввира, Мухаммад Али не изобретал никаких новаций. Исследователи единодушно считают его творчество логическим завершением идей, выраженных поздним искусством Ризы йи-Аббаси. Художник принял участие в иллюстрировании нескольких манускриптов, в частности «Дивана» (Сборник поэм) Хафиза (1640г., Стамбул, Топкапы Сарай), к которому он создал большое количество рисунков с подкраской  в манере Мухаммади. Он также  создал восемь рисунков к поэме «Суз ва Гудаз» (Сгорающая и всепоглощающая), написанной поэтом Мухаммадом Ризой Нави  по просьбе сына могольского императора Акбара, принца Данияла. (Балтимор, собрание Уолтерса). 
Самую большую популярность среди современников художнику принесли рисунки на отдельных листах. Подобно Ризе йи-Аббаси и Мухаммаду Касиму он отдавал предпочтение таким темам, как элегантные молодые люди, женщины, и шейхи-отшельники. Разумеется, эти рисунки обладали особенностями, отличавшими их от  рисунков других художников. Например, локоны на портретах юношей у него всегда с одной стороны свисают ниже уха, а с другой стороны распушены вокруг щеки, оттеняя её контур. Вместо пространства с ясным горизонтом  и натуральной растительностью  Мухаммад Али часто помещал свои персонажи в неопределенную среду, в среднем и верхнем регистрах декорированную растениями.  
Среди его произведений, хранящихся в Лувре, есть рисунок с легкой подкраской, изображающий молодого человека в меховой шапке – это одно из самых ранних произведений Мухаммада Али, представляющее собой копию с рисунка Ризы-йи-Аббаси «Девушка в меховой шапке», хранящегося в Эрмитаже, Санкт Петербург. Между прочим, известную эрмитажную работу Ризы йи-Аббаси иногда называют не «Девушка в меховой шапке», а «Юноша в меховой шапке». Как точно подметила российская исследовательница З.Н. Ворожейкина — пол поэтического образа в персидской культуре значения не имеет: «Предмет поклонения – кумир – в поэзии чаще всего обезличен, чему способствует и сама природа персидского языка, не имеющая грамматически выраженной категории рода».
Один из самых забавных рисунков Мухаммада Али — «Обезьяна на медведе» из собрания Эрмитажа, Санкт Петербург. Эта тема в персидской живописи XVII века имеет несколько вариантов изображения. Подобный сюжет рисовал Риза-йи-Аббаси, а  Муин Мусаввир, например, изобразил обезьяну верхом на льве с копьем и в колпаке дервиша. Однако символика этого образа до сих пор остается неясной.